# John Howard Yoder
John Howard Yoder (29 de diciembre de 1927 – 30 de diciembre de 1997) fue un teólogo moral menonita estadounidense, y académico biblicista conocido por su pacifismo radical. Su obra maestra es Jesús y la realidad política.

## Vida
Yoder inició sus estudios en Goshen College, donde estudió bajo la influencia del teólogo menonita Harold S. Bender. Terminó su doctorado en teología en la Universidad de Basilia, suiza, estudiando con Karl Barth, Oscar Cullman, Walther Eichrodt, y Karl Jaspers. La noche antes de defender su disertación sobre el anabautismo y la reforma en Suiza, Yoder visitó el despacho de Barth para entregar un documento enteramente diferente: una crítica de la postura de Barth sobre la guerra, que había escrito en el mientras.
Durante la Segunda Guerra Mundial, Yoder viajó en Europa para dirigir esfuerzos de asistencia para el Comité Central Menonita. Yoder fue instrumental en reanimar a los menonitas europeos luego de la Segunda Guerra Mundial.
Yoder comenzó su carrera docente en el Goshen Biblical Seminatry. Fue profesor de teología en Goshen Biblical Seminary y Mennonite Biblical Seminary (que luego formarían Associated Mennonite Biblical Seminary) de 1958 a 1961, y de 1965 a 1984. Mientras enseñaba en Associated Mennonite Biblical Seminary, comenzó a enseñar en la Universidad de Notre Dame, donde llegó a ser Profesor de Teología.

## Algunas publicaciones
- The Christian and Capital Punishment (1961)
- Christ and the Powers (tradujo Hendrik Berkhof, 1962)
- The Christian Pacifism of Karl Barth (1964)
- The Christian Witness to the State (1964)
- Discipleship as Political Responsibility (1964)
- Reinhold Niebuhr and Christian Pacifism (1968)
- Karl Barth and the Problem of War (1970)
- The Original Revolution: Essays on Christian Pacifism (1971)
- Nevertheless: The Varieties and Shortcomings of Religious Pacifism (1971)
- The Politics of Jesus (1972)[2]
- The Legacy of Michael Sattler, editor y traductor (1973)
- The Schleitheim Confession, editor y traductor (1977)
- Christian Attitudes to War, Peace, and Revolution: A Companion to Bainton (1983)
- What Would You Do? A Serious Answer to a Standard Question (1983)
- God's Revolution: The Witness of Eberhard Arnold, editor (1984)
- The Priestly Kingdom: Social Ethics as Gospel (1984)
- When War Is Unjust: Being Honest In Just-War Thinking (1984)
- He Came Preaching Peace (1985)
- The Fullness of Christ: Paul's Revolutionary Vision of Universal Ministry (1987)
- The Death Penalty Debate: Two Opposing Views of Capitol Punishment (1991)
- A Declaration of Peace: In God's People the World's Renewal Has Begun (con Douglas Gwyn, George Hunsinger, Eugene F. Roop) (1991)
- Body Politics: Five Practices of the Christian Community Before the Watching World (1991)
- The Royal Priesthood: Essays Ecclesiological and Ecumenical (1994)
- Authentic Transformation: A New Vision of Christ and Culture (con Glen Stassen y Diane Yeager) (1996)
- For the Nations: Essays Evangelical and Public (1997)
- To Hear the Word (2001)
- Preface to Theology: Christology and Theological Method (2002)
- Karl Barth and the Problem of War, and Other Essays on Barth (2003)
- The Jewish-Christian Schism Revisited (2003)
- Anabaptism and Reformation in Switzerland: An Historical and Theological Analysis of the Dialogues Between Anabaptists and Reformers (2004)
- The War of the Lamb: The Ethics of Nonviolence and Peacemaking (2009)
- Christian Attitudes to War, Peace and Revolution (2009)
- Nonviolence: A Brief History—The Warsaw Lectures (2010)

### Artículos y capítulos de libros
- (1988) The Evangelical Round Table: The Sanctity of Life (Volumen 3)
- (1991) Declaration on Peace: In God's People the World's Renewal Has Begun
- (1997) God's Revolution: Justice, Community, and the Coming Kingdom